# João Florêncio
Pour les articles homonymes, voir Florêncio.
João Florêncio est un entraîneur portugais de handball. Il est un ancien entraîneur de l'équipe d'Angola de handball féminin, qu'il a entraînée au Championnat du monde de handball féminin 2015.